# Кристиан Циге
Кристиан Ци́ге (на немски: Christian Ziege) e бивш немски футболист и настоящ треньор по футбол. Част е от Германския национален отбор спечелил Евро 96 и достигнал до финал на Мондиал 2002. С Бундестима играе още на три големи първенства – Мондиал 98, Евро 2000 и Евро 2004. След края на състезателната си кариера става треньор.

## Успехи
Байерн Мюнхен
- Шампион на Германия (2): 1993–94, 1996–97
- Купа на УЕФА (1): 1995-96

 Милан
- Шампион на Италия (1): 1998–99

 Ливърпул
- Купа на Английската лига (1): 2000–01
- ФА Къп (1): 2000–01
- Купа на УЕФА (1): 2000–01

 Германия
- Европейско първенство (1): Евро 96
- Световно първенство
  - Вицешампион – Мондиал 2002